# Acamptopoeum inauratum
Acamptopoeum inauratum är en biart som först beskrevs av Cockerell 1926.  Acamptopoeum inauratum ingår i släktet Acamptopoeum och familjen grävbin. Inga underarter finns listade i Catalogue of Life.